# Hrabstwo Rush (Kansas)

Piramida wieku hrabstwa

Hrabstwo Rush – hrabstwo położone w USA w stanie Kansas z siedzibą w mieście La Crosse. Założone 26 lutego 1867 roku. Nazwa Hrabstwa pochodzi od Aleksandra Rusha.

## Miasta
- La Crosse
- Otis
- Bison
- McCracken
- Rush Center
- Liebenthal
- Timken
- Alexander

## Sąsiednie Hrabstwa
- Hrabstwo Ellis
- Hrabstwo Russell
- Hrabstwo Barton
- Hrabstwo Pawnee
- Hrabstwo Ness